# مايلز أوكازاكي
مايلز أوكازاكي (بالإنجليزية: Miles Okazaki)‏ هو موسيقي أمريكي، ولد في 18 ديسمبر 1974 في بولمان في الولايات المتحدة.

## وصلات خارجية
- الموقع الرسمي
- مايلز أوكازاكي على موقع ميوزك برينز (الإنجليزية)
- مايلز أوكازاكي على موقع أول ميوزيك (الإنجليزية)
- مايلز أوكازاكي على موقع ديسكوغز (الإنجليزية)